# Acrodermatite papuleuse infantile de Gianotti-Crosti
 Mise en garde médicale
L’acrodermatite papuleuse infantile ou syndrome de Gianotti-Crosti est une maladie bénigne de la peau, dont la cause est virale et qui touche essentiellement les jeunes enfants (de 1 à 5 ans).

## Aspect
Une éruption d'apparition rapide de petites papules roses de 5 à 10 millimètres, d'abord sur les membres, puis sur le visage et le tronc.
Ces papules parfois confluentes s'accompagnent d'adénopathies, et peuvent se confondre avec un purpura au niveau des jambes (par extravasation sanguine).

## Étiologie
La cause est actuellement indéterminée : contamination virale.
Les virus impliqués peuvent être :
- virus d'Epstein-Barr de la mononucléose infectieuse (MNI)[2],[3] — cause la plus fréquente ;
- cytomégalovirus (CMV)[2] ;
- virus Coxsackie A16 ;
- echovirus 8 ;
- adénovirus 1 et 2[4] ;
- virus syncytial respiratoire ;
- virus de l’hépatite B[2] ;
- virus de l’hépatite A.

## Clinique
On peut retrouver :
- une splénomégalie (augmentation de volume de la rate)[2]
- une hépatomégalie (augmentation de volume du foie)[2]
- une diarrhée
- une altération modérée de l'état général, avec asthénie, anorexie passagère.

## Évolution
Elle guérit spontanément au bout de 1 à 6 semaines.